# 劉茂 (曹魏)
刘茂（?—?），三国時代曹魏將領。
正始年間，刘茂任乐浪郡太守。正始六年（245年）刘茂和带方太守弓遵討伐高句麗支配下的濊部落。濊的首長不耐侯率领属下的邑落，投降劉茂。正始八年（247年），不耐侯朝貢曹魏，魏帝曹芳勅命封不耐濊王。